# Verfügungsbefugnis
Die Verfügungsbefugnis (Verfügungsmacht, Verfügungsberechtigung) ist die rechtliche Macht, über einen Gegenstand Verfügungen treffen zu können.
Die Verfügungsbefugnis steht in der Regel dem Inhaber des Vollrechts (vgl. Eigentum) zu. Er wird Berechtigter oder Verfügungsberechtigter genannt. Die Verfügungsbefugnis kann durch Ermächtigung (Einwilligung, § 185 Abs. 1 BGB) auf einen anderen übertragen werden. Ein rechtsgeschäftliches Verfügungsverbot ist jedoch grundsätzlich ausgeschlossen (§ 137 BGB).
Trifft jemand ohne Verfügungsmacht eine Verfügung über einen Gegenstand, ist diese grundsätzlich unwirksam. Von diesem Grundsatz gibt es Ausnahmen: So kann sich die Wirksamkeit der Verfügung bei fehlender Verfügungsbefugnis nach den Grundsätzen des gutgläubigen Erwerbs vom Nichtberechtigten gemäß §§ 932 ff. BGB ergeben. Gleiches gilt bei dem guten Glauben an den zu Unrecht im Grundbuch als Eigentümer Eingetragenen (§ 892 BGB). Auch ist eine Verfügung, die ein durch einen falschen Erbschein ausgewiesener Nichterbe (sog. Scheinerbe) trifft, wirksam (§ 2366 BGB). Schließlich kann die Verfügung auch gemäß § 185 Abs. 2 BGB durch eine Genehmigung des Berechtigten wirksam werden.
Die Verfügungsbefugnis kann auch durch gesetzliche Vorschriften teilweise oder ganz auf einen anderen übertragen werden, z. B. im Fall der Insolvenz. 